# Stamnodes pallula
Stamnodes pallula là một loài bướm đêm trong họ Geometridae.